# Project Zero (team)
Project Zero is de naam van een team beveiligingsanalisten ingehuurd door Google dat de taak heeft om zerodayaanvallen te vinden. Het bedrijf maakte bekend dat het team zou worden aangesteld op on 15 juli 2014.

## Geschiedenis
Nadat er meerdere gebreken waren gevonden in veel gebruikte software ("Heartbleed" is hier een voorbeeld van) besloot Google om een team op te richten dat voltijds bezig moest zijn met het vinden van lekken in niet alleen software van Google, maar ook in veel softwareprogramma's die gebruikt worden door haar eindgebruikers. Dit nieuwe project werd aangekondigd op 15 juli 2014 op de blog van Google. Het team stond voorheen onder leiding van Chris Evans, voormalig hoofd van het beveiligingsteam van Google Chrome.

## Onderzoek en rapportage van bugs
Bugs die gevonden worden door het Project Zero-team worden gemeld bij de fabrikant. Details van de veiligheidslekken worden pas openbaar gemaakt nadat een patch is uitgebracht, of als er 90 dagen voorbij zijn gegaan zonder dat er een patch is ontwikkeld. De termijn van 90 dagen is Google's manier om beveiligingslekken op een verantwoorde manier publiek te maken zodat de eindgebruiker zelf aanvallen kan proberen te voorkomen als de fabrikant het probleem niet binnen 90 dagen kan repareren.